# Liste der Merkhilfen im Feuerwehrwesen
Für den Dienst bei der Feuerwehr existieren verschiedene Merkhilfen (Eselsbrücken, Akronyme), die in Einsatz und Übung Verwendung finden.
| Merkschema                                    | Thema                                                         | Hintergrund |
| --------------------------------------------- | ------------------------------------------------------------- | --- |
| 2-5                                           | Einsatzlehre                                                  | Faustregel zur Führbarkeit taktischer Einheiten - 2 taktische Einheiten werden immer von einer Führungskraft geführt - 2-5 taktische Einheiten können von einer Führungskraft alleine, aber auch von einer übergeordneten Führungskraft mit Unterführern geführt werden - mehr als 5 taktische Einheiten müssen auf mehrere Unterführer verteilt werden, welche von einer übergeordneten Führungskraft geführt werden |
| 90 - 60 - 30                                  | Technische Hilfeleistung Verkehrsunfall (THL VU)              | Abstand, der mit dem Körper zu nicht ausgelösten Airbags mindestens eingehalten werden sollte: - 90 cm zum Beifahrer-Airbag - 60 cm zum Lenkrad Airbag - 30 cm zu allen anderen Airbags |
| 3A                                            | Erste Hilfe                                                   | 3 A für das Auffinden von Personen - Anschauen - Ansprechen - Anfassen |
| 4A - 2V auch reduziert zu 3A                  | ABC-Einsätze                                                  | Grundsätze im ABC-Einsatz: Kapitel 2.3.2.2, 2012 - Abstand - Aufenthaltsdauer - Abschirmung - Abschalten - Vermeidung von Kontamination - Vermeidung von Inkorporation In der Schweiz wird als viertes A statt Abschalten Atemschutz verwendet, auch ist Aktivität (nur bei Strahlenschutzeinsätzen) bekannt |
| 4A-1C-4E auch erweitert zu 5A-B-C-D-5E        | Lagebeurteilung                                               | Neun / 13 Punkte zur Gefahrenerkennung im Einsatz: - Atemgift - Ausbreitung - Angstreaktion (Panik) - Atomare Gefahren (Ionisierende Strahlung) - Absturz - Brand - Chemische Gefahren - Durchbruch - Explosion - Erkrankung (Verletzung, Biologische Gefahren) - Elektrizität - Einsturz - Ertrinken (Gefahren durch Wasser) |
| 5W                                            | Absetzen eines Notrufes                                       | Fünf Informationen für die Leitstelle: - Wo geschah es? - Was geschah? - Wie viele Personen sind betroffen? - Welche Art der Erkrankung/Verletzung liegt vor? - Warten auf Rückfragen! |
| ABS                                           | Technische Hilfeleistung Verkehrsunfall (THL VU)              | Erstmaßnahmen beim Eintreffen an einer Unfallstelle - Absicherung der Einsatzstelle gegen den fließenden Verkehr - Brandschutz für die Einsatzstelle sicherstellen - Stabilisieren der Lage und des Patienten (z. B. Sichern der Pkw/Umgebung gegen Abrutschen) |
| AIRBAG                                        | Technische Hilfeleistung Verkehrsunfall (THL VU)              | Sechs Grundsätze für die Öffnung eines Pkw: - Abstand halten - Innenraum erkunden - Rettungskräfte warnen - Batterien abklemmen - Abnehmen der Innenverkleidung - Gefahren an den Komponenten der Sicherheitseinrichtungen |
| Alle meiden Atemgifte Wasser sucht seinen Weg | Einsatzlehre                                                  | Merksprüche um sich über die Anfangsbuchstaben die Sitzordnung im Fahrzeug zu merken: Gegen die Fahrtrichtung: - Angriffstruppführer, - Melder, - Angriffstruppmann In Fahrtrichtung: - Wassertruppführer, - Schlauchtruppführer, - Schlauchtruppmann, - Wassertruppmann |
| Alle wollen Spritzen                          | Einsatzlehre                                                  | Merkspruch für die Aufstellreihenfolge hinter dem Einsatzfahrzeug - Angriffstrupp - Wassertrupp - Schlauchtrupp |
| AUTO                                          | Technische Hilfeleistung Verkehrsunfall (THL VU)              | Vier Punkte, um alternative Antriebstechniken zu erkennen: - Austretende Betriebsstoffe - Unterboden erkunden - Tankdeckel öffnen - Oberfläche absuchen |
| EIMER                                         | Bei GABC-Einsätzen                                            | Fünf Punkte, um im GABC-Einsatz die Erkundung durchzuführen: - Ereignis (Warum/Was ist passiert?) - Identifikation (Welcher Stoff?) - Menge (Wie viel des Stoffes tritt aus?) - Expansion (Wohin tritt der Stoff aus?) - Richtigkeit (Wie plausibel sind die Ergebnisse? Was kommt einem komisch vor?) |
| FRAU                                          | Waldbrandeinsatz                                              | Vier Punkte für das sichere Vorgehen bei Wald- und Flurbränden: - Funk - Rückweichen - Ausschau - Ueberwachung |
| GAMS früher GAS-Regel                         | Gefahrguteinsätze                                             | Die Reihenfolge der vier Aufgaben, die beim Eintreffen bei einem Gefahrgutunfall durchzuführen sind: - Gefahr erkennen - Absperrung errichten - Menschenrettung durchführen - Spezialkräfte anfordern |
| GAUBE - Regel                                 | Einsatzlehre                                                  | Gebäudebeurteilung - Größe des Gebäudes - Art der Bauweise - Ursprung (zeitlich) Vor allem im Hinblick auf Modernisierungen wie WDVS - Benutzung - Energieversorgung |
| GESAMD Erweiterung der GAMS-Regel             | Gefahrguteinsätze                                             | Die Reihenfolge, in der die Aufgaben abzuarbeiten sind. Beim Ersteintreffen im Gefahrguteinsatz: - Gefahr erkennen (Es muss erkannt werden das ein Gefahrgut Einsatz vorliegt) - Einschätzen der Gefahr (Nach sichtbaren Zeichen wie Symbole Dämme Gerüche Alarmierung usw.) - Spezialkräfte anfordern - Absperrung einrichten - Menschenrettung unter Eigenschutz - Dekontamination vorbereiten / durchführen (Not-Dekontamination Stufe 1) |
| GEBAEUDE-Regel                                | Gefahrenerkennung                                             | Atemschutzeinsatz in Gebäuden zur Erkennung möglicher Gefahren: - Gebäudeart (Etagen, Höhe, Breite,...) - Erreichbarkeit (...des Hauses, der Personen, des Brandherdes,...) - Benutzung (Wohnhaus, Lager, Büro,...) - Außenansicht (Zerstörte Fenster,...) - Energie (Gastanks,...) - Unterbereich (Kellerfenster,...) - Dach (Form, Ausbau,...) - Eingänge (Hauseingang, Löschwassereinspeisungen,...) |
| GLUT                                          | Risikoabschätzung bei Gebäudebränden                          | - Gebäude? (Bewertung der potentiellen Gefahren des Gebäudes (Bauweise, Nutzung etc.)) - Lies den Rauch! (Bewertung der Rauchschicht) - Unterventiliert (Bewertung der Ventilation) - Temperaturentwicklung (Bewertung der Temperaturentwicklung) |
| HAUS                                          | Hubrettungsfahrzeuge                                          | Vier Grundsätze zur Aufstellung von Hubrettungsfahrzeugen - Hindernisse - Abstände - Untergrund - Sicherheit |
| L-Auto                                        | Technische Hilfeleistung Verkehrsunfall (THL VU)              | Merkregel zur Erkundung bei THL VU (mit LKW) - Ladung (Ladung vorhanden? Gefahrgut? Brennbare Stoffe? Verderbliche Waren? Gekühlte Waren? usw.) - Austretende Stoffe (Öl, Wasser, Gas usw.) - Unterboden (Unter das Fahrzeug schauen, Person / Gegenstand unter Fahrzeug?) - Tank (Füllstand?) - Oeffnungen (um zum Patienten vorzudringen) |
| LACES                                         | Vegetationsbrand                                              | Merkregel für die Rahmenbedingungen im Vegetationsbrand - Lookout/Lagebeobachter (Wer beobachtet von wo?) - Anchor/Ankerpunkt (von welcher Stelle aus wird der Angriff vorgenommen?) - Communication/Kommunikation (Funk, akustische Zeichen oder Zuruf?) - Exit/Escape Route (welche Rückzugswege gibt es?) - Safety Zone/Sicherheitsbereich (Lage des Sammelpunkts im sicheren Bereich) |
| LAGE                                          | Einsatz                                                       | Merkregel für den Sicherheitstrupp im Atemschutzeinsatz - Lagefeststellung - Atmung vorhanden - Genügend Luft - Erweiterte Erkundung |
| MELDEN                                        | Einsatzlehre                                                  | Sechs Informationen, die die Leitstelle im Rahmen der Lagemeldung erhalten muss: - Meldende Person - Einsatzstelle - Lage - Durchgeführte Maßnahmen - Einheiten, die eingesetzt wurden - Nachforderungen |
| ORTEN - Schema                                | Einsatzlehre                                                  | Schema zur strukturierten räumlichen Orientierung an der Einsatzstelle - Orientierungspunkt bestimmen und kommunizieren/visualisieren - Rundumseitenbenennung bei Rundumerkundung - Taktikvariante festlegen - Einsatzort deutlich befehlen - Nachfrage zum Verständnis |
| P-Auto                                        | Technische Hilfeleistung Verkehrsunfall (THL VU)              | Merkregel zur Erkundung bei THL VU (mit PKW, Klein-Transporter oder Vergleichbarem) - Personen (Anzahl) - Austretende Stoffe (Öl, Wasser, Gas usw.) - Unterboden (Unter das Fahrzeug schauen, Person unter Fahrzeug / Gegenstand unter Fahrzeug) - Tank (welcher Inhalt: Benzin, Diesel, Elektro Gas usw.) - Oeffnungen (um zum Patienten vorzudringen) |
| PAKET                                         | Erste Hilfe                                                   | Maßnahmen beim Auffinden einer verletzten Person - Person ansprechen - Atmung kontrollieren - Kurzen Notruf absetzen - Eigenwärme erhalten - Trösten / Beruhigen |
| PRESSE-Regel                                  | Presse- und Öffentlichkeitsarbeit                             | Merkhilfe zur strukturierten Arbeit an der Einsatzstelle eines Pressesprechers: - Planung (klare Planung jeder einzelnen Aufgabe) - Reaktionsfähigkeit (schnelle Antworten auf Anfragen und aktuelle Ereignisse) - Empathie (Bedürfnisse der Medien und Öffentlichkeit einfühlsam behandeln) - Strategie (eine deutliche Kommunikationsstrategie vermittelt Botschaften wirksam) - Souveränität (Gelassenheit in Stresssituationen und bei kritischen Fragen bewahren) - Erreichbarkeit (Verfügbarkeit für Medienanfragen und transparente Kommunikation aufrechterhalten) |
| RWFLU - Analyse                               | Brandbeurteilung                                              | Merkhilfe zum Beurteilen des Brandgeschehen und des Brandraums in Hinsicht auf die Ausbreitung und das Verhalten des Brandes. - Rauch (deckennahe, bis zur Türklinke, dicht) - Wärme (unter 300 °C / unter 450 °C / über 450 °C) (Flammen im Rauch) - Flammen (Glut Glimmen / kleine Flammen / raumhohe Flammen) - Luft (Luftströmung) - Umgebung (Bauart) (GEBAUEDE Regel siehe weiter oben) |
| SIEGER                                        | Technische Hilfeleistung Verkehrsunfall (THL VU)Hilfeleistung | beschreibt den Ablauf einer vollständigen Rettung aus einem verunfallten Fahrzeug - Sicherung und Lage stabilisieren (siehe VERBAU) - IE: Innere Erkundung und Erstmaßnahmen am Patienten und am Fahrzeug - Genaue Abstimmung der Vorgehensweise mit dem inneren Retter / dem Notarzt - Entklemmen des Patienten (z. B.: Anheben des Armaturenbretts oder Wegklappen des Vorderwagens) - Rettungsweg schaffen (z. B.: Tür- / Seiten- / Dachentfernung) |
| SMS                                           | Einsatzlehre                                                  | Drei Verhaltensregeln im Atemschutz-Notfalleinsatz: - Strahlrohr sichern - Mayday-Meldung abgeben - in Sicherheit bringen |
| VERBAU                                        | Technische Hilfeleistung Verkehrsunfall (THL VU)              | beschreibt die einzelnen Schritte zur Absicherung der Unfallstelle - Verkehrsabsicherung - Erkundung (äußere und innere) des Fahrzeugs / der Fahrzeuge - Raumordnung: endgültige Aufstellung der Rettungsfahrzeuge, Vorhandensein der Rettungsgasse sichern, Festlegen von Arbeitszonen und Ablageplätzen - Batterien abklemmen und Brandschutz sicherstellen - Altglas: Entfernen noch vorhandener Glasscheiben - Unterbauen: Stabilisierung des Fahrzeuges |
| Vom Verteiler zum Strahlrohr                  | Innenangriff                                                  | Vor dem Öffnen der Brandraumtür müssen folgende Parameter stimmen, dafür ist dieser Merksatz vorgesehen: - Wasserdruck - Durchflussmenge - Sprühbild - Schlauchreserve - Tür-Kontrolle - benötigtes Werkzeug - Funkmeldung - usw. |
| WOLKE(N)                                      | Fahrzeugkunde                                                 | Fünf Punkte für das Überprüfen eines Fahrzeuges vor Fahrtantritt: - Wasser - Oel - Luft - Kraftstoff - Elektrizität - (Notfalleinrichtungen und Warndreieck) |
| LUFT                                          | Be- und Entlüften, Einsatz Lüfter                             | Faustregel, 4 Punkte für den Lüftereinsatz - Lüfter: vor dem Hauseingang positionieren, im Standgas laufen lassen und "leichten" Überdruck erzeugen - Ueberblick: Wie sieht das Gebäude aus?, Rauchaustritt, Rauchfarbe und -geschwindigkeit, Fenster (offen, geschlossen), Windrichtung, Treppenhaus - Front: Rückmeldungen von der Front (Rauch im Treppenhaus?, Hitze, Wo brennt es?) - Taktik: festlegen, korrigieren, wenn nötig (Resultat laufend beobachten) |